# Adriana Cavarero
Adriana Cavarero (ur. 7 maja 1947 w Bra) – włoska filozofka, wykłada filozofię polityczną na Uniwersytecie w Weronie. Jako visting professor wykładała gościnnie wykładała w Wielkiej Brytanii na Uniwersytecie w Warwick oraz w Stanach Zjednoczonych na Uniwersytecie Kalifornijskim, Uniwersytecie Nowojorskim i Uniwersytecie Harvarda. Ceniona przede wszystkim ze względu na swój wkład w rozwój feminizmu oraz prace dotyczące Platona i Hannah Arendt.

## Życiorys
Adriana Cavarero urodziła się 7 maja 1947 roku w Bra w Piemoncie. Wczesne lata życia spędziła w Turynie i Padwie. Studiowała na Uniwersytecie Padewskim. Tam też rozpoczęła karierę akademicką. Początkowo specjalizowała się w filozofii starożytnej, a przedmiotem jej pierwszych publikacji była filozofia polityczna Platona. Od 1983 pracuje na Uniwersytecie w Weronie, gdzie założyła kolektyw Diotyma, którego działalność skupia się wokół filozofii feministycznej.
Filozofię Cavarero, uprawianą w nieustannym dialogu z zachodnią tradycją filozoficzną, cechuje przede wszystkim skupienie na problematyce różnicy seksualnej oraz jej politycznej ważkości, a także zadłużenie w dorobku filozofii politycznej Hannah Arendt. Cavarero sprzeciwia się zarówno pojęciu podmiotu wytworzonemu przez tradycję filozoficzną, jak i postmodernistycznym projektom rozbijania czy fragmentacji podmiotu. Proponuje myślenie o istocie ludzkiej jako niepowtarzalnej, unikalnej i dynamicznej, konstytuowanej przez liczne wielostronne relacje z innymi istotami ludzkimi.
Jej pierwszą pracą, która spotkała się z międzynarodowym zainteresowaniem, była opublikowana w 1990 roku książka Nonostante Platone (Zamiast Platona), w której, wykorzystując zdobycze filozofii feministycznej, szczególnie myśl Luce Irigaray, a także nawiązując do dorobku Hannah Arendt, dokonuje dekonstrukcji wybranych tekstów filozofii i literatury greckiej. Dekonstrukcja Cavarero wymierzona jest w obecny u Homera, Parmenidesa czy Platona aspekt patriarchalny, a jej celem jest wydobycie z cienia i odzyskanie dla dyskursu postaci żeńskich takich jak Diotyma, Penelopa czy Demeter.
Kolejne książki autorstwa Cavarero, które odniosły międzynarodowy sukces, to Corpo in figure (1995), Tu che mi guardi, tu che mi racconti (1997), Orrorismo. Ovvero della violenza sull'inerme (2007), Inclinazione. Critica della rettitudine (2014).
Pierwsza z nich, Corpo in figure (tyt. ang.: Stately Bodies), poświęcona jest metaforycznej dyskursywizacji cielesności w obszarze dyskursu politycznego. Przedmiotem jej analiz są dzieła autorów takich jak Sofokles, Platon, William Shakespeare, Thomas Hobbes, Maria Zambrano czy Ingeborg Bachmann.
Tu che mi guardi, tu che mi racconti (tyt. ang.: Relating Narratives: Storytelling and Selfhood) przedstawia rozwiniętą pod wpływem filozofii Hannah Arendt narracyjną teorię jaźni. Cavarero dowodzi, że postrzegamy siebie przede wszystkim jako protagonistów narracji, i że takie postrzeganie siebie jest najważniejszym czynnikiem kształtującym jaźń. Tego rodzaju narracyjna jaźń przeciwstawia Cavarero suwerennemu podmiotowi wytworzonemu przez dyskurs tradycyjnej metafizyki. Przyjęcie narracyjnej teorii jaźni wiedzie ku postulatom natury etyczno-politycznej, szczególnie ku postulatowi myślenia polityki i etyki w obrębie ontologii relacyjnej. Tu che mi guardi, tu che mi racconti spotkała się z gorącym przyjęciem ze strony m.in. Judith Butler, która omawia ją w książce Giving an Account of Oneself.
W Orrorismo. Ovvero della violenza sull'inerme (tyt. ang.: Horrorism: Naming Contemporary Violence) autorka dowodzi, że język filozofii politycznej nie dostarcza już pojęć zdolnych opisać współczesne formy przemocy. Według Cavarero jakościowe novum współcześnie występującej przemocy politycznej stanowi to, że dotyka ona samej kondycji ludzkiej na poziomie ontologicznym. Ofiarami tego rodzaju przemocy, którą Cavarero opisuje za pomocą tytułowego terminu orrorismo ("horroryzm") są inermi – bezbronni, których kondycję określa przede wszystkim potrzeba zewnętrznej opieki. Źródłem horroryzmu jest fakt, że podstawową współcześnie alternatywa politczną wobec bezbronnych dotyczy objęcia ich opieką bądź zadawania krzywdy. Do opisu koncepcji horroryzmu wykorzystuje Cavarero przede wszystkim teorię Arendt i jej koncepcję natality oraz teorię władzy macierzyńskiej obecną u Hobbesa.
Inclinazione. Critica della rettitudine (tyt. ang.: Inclinations: A Critique of Rectitude) to błyskotliwie napisana krytyka "erekcyjnego" bądź "wyprostowanego" bytu ludzkiego. Według Cavarero kultura przesiąknięta jest pojmowaniem człowieka i bytu ludzkiego jako istoty wyprostowanej, a postawa wyprostowana jest wyszczególniona i faworyzowana, co jest pochodną androcentryzmu. Według Cavarero postawą bardziej naturalną i pierwotną jest "pochylenie", kojarzone z macierzyństwem i matczyną troską. Przeciwstawia ona "pochylenie" "wyprostowaniu", przedstawiając propozycję "retoryki pochylenia".

## Publikacje
- Nonostante Platone. Figure femminili nella filosofia antica, Editori Riuniti, 1990, seconda edizione 1999 (niem.: Platon zum Trotz, Rotbuch, Berlin 1992; ang,: In Spite of Plato, Polity Press, Cambdrige 1995; Routledge, New York 1995)
- Corpo in figure, Feltrinelli, 1995 (ang.: Stately Bodies, Michigan University Press, Chicago 2002)
- Tu che mi guardi, tu che mi racconti, Feltrinelli, 1997 (ang: Relating Narratives, Routledge, London 2000)
- A più voci. Filosofia dell'espressione vocale, Feltrinelli, 2003 (ang.: For More than One Voice, Stanford University Press, Stanford 2005)
- Orrorismo. Ovvero della violenza sull'inerme, Feltrinelli, 2007 (ang.: Horrorism: Naming Contemporary Violence, Columbia University Press, New York 2008, hiszp.: Horrorismo. Nombrando la violencia contemporánea, Editorial Anthropos, Barcelona 2009)
- Inclinazioni. Critica della rettitudine, Raffaello Cortina Editore, 2014 (ang.: Inclinations: A Critique of Rectitude, Stanford University Press, Stanford 2016)
- Platone, Raffaello Cortina Editore, 2018